# Museo di san Francesco Caracciolo
Il museo di san Francesco Caracciolo è sito in corso Umberto I° 1, nei locali di casa Mosca a fianco di casa Caracciolo, a Villa Santa Maria, in provincia di Chieti.

## Descrizione
Vi si accede da un portale sulla cui cima vi è posta una mosca in ferro, simbolo della famiglia che teneva la casa.
Nell'ingresso vi sono un quadro del pittore di Villa Santa Maria Olivo Castracane ed un pianoforte.

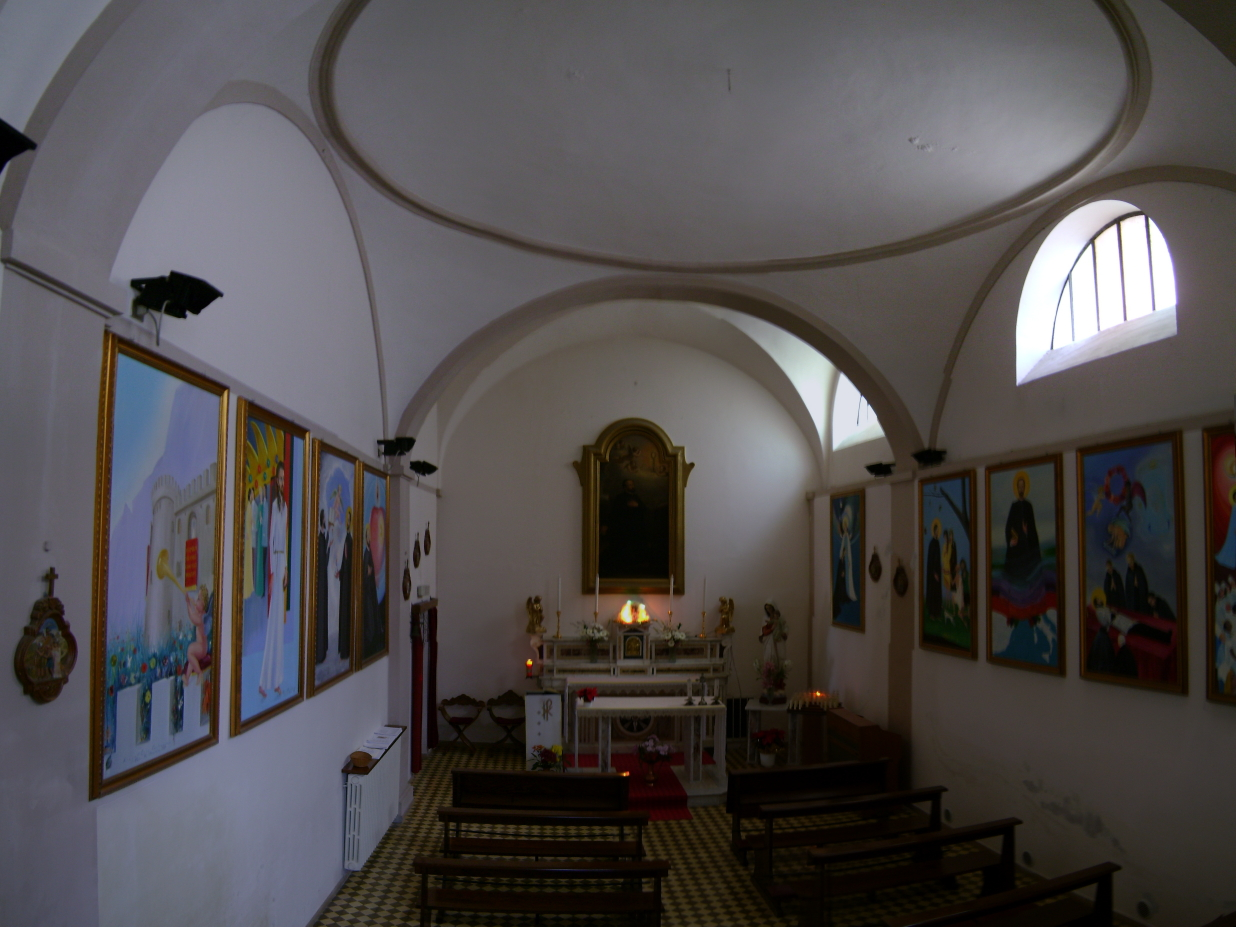
veduta interna della cappella di San Francesco Caracciolo, nel palazzo di famiglia

### La Sala A
È sita al primo piano.
Vi sono, oltre la statua di San Francesco Caracciolo innumerevoli statue dedicate al santo ed una statua di san Michele arcangelo del XIX secolo.

### La sala B
Vi si accede dalla sala A.
In questa sala vi sono:
Un quadro, delle lettere autografate dal santo, delle ampolle d'olio offerte al santo, Il calco in gesso della statua in bronzo della statua di san Francesco e della relativa formella.

### La sala C
Vi si accede sempre dalla sala A.
Vi sono dei documenti che attestano la proclamazione a santo di san Francesco Caracciolo.

### La sala D
Vi si accede di nuovo dalla sala A.
È costituita da un piccolo corridoio che immette direttamente alla sala E,
In questa sala vi sono raccolte delle immagini del santo.

### La sala E
Di seguito alla sala D vi è la sala E.
In questa sala vi sono i seguenti quadri:
"La nascita", "La rinuncia ai beni materiali", "La devozione a Maria", "L'aiuto ai poveri", "L'adorazione dell'Eucaristia", "La fondazione dell'Ordine", "I viaggi in Spagna", "La morte" e "Il patrono dei cuochi d'Italia".

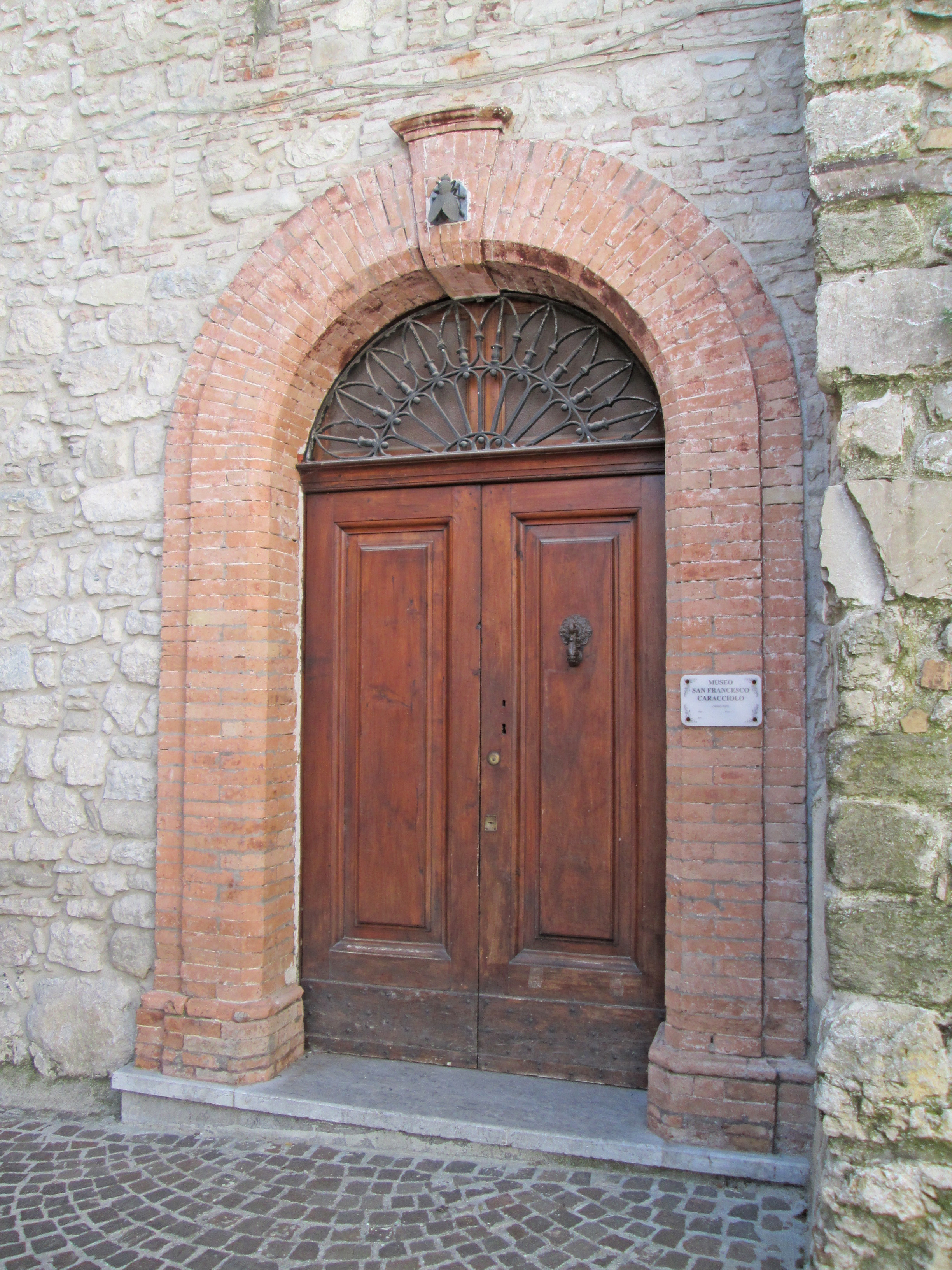
Il portale